# Puerto Vicente Guerrero
Puerto Vicente Guerrero är en ort i Mexiko.   Den ligger i kommunen Técpan de Galeana och delstaten Guerrero, i den södra delen av landet, 300 km sydväst om huvudstaden Mexico City. Puerto Vicente Guerrero ligger 16 meter över havet och antalet invånare är 413.
Terrängen runt Puerto Vicente Guerrero är varierad. Havet är nära Puerto Vicente Guerrero åt sydväst.  Närmaste större samhälle är San Luis de La Loma, 17,1 km öster om Puerto Vicente Guerrero. 